# 도쿄 고속도로

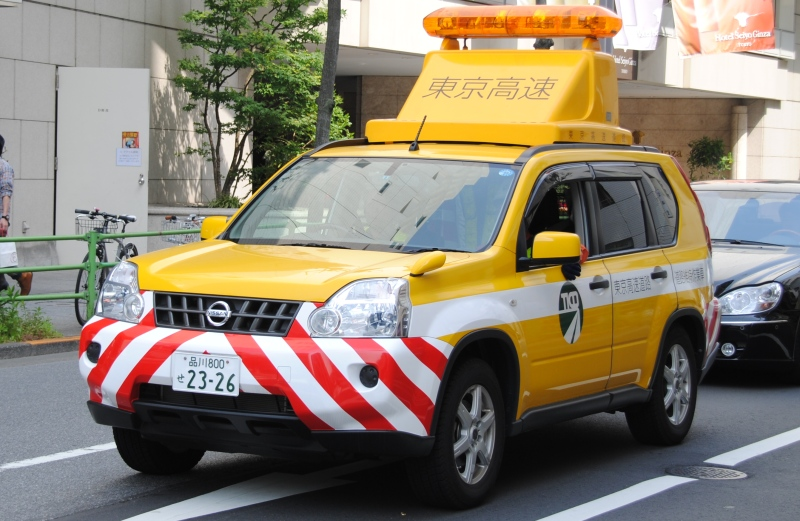
도쿄 고속도로의 도로 순찰차

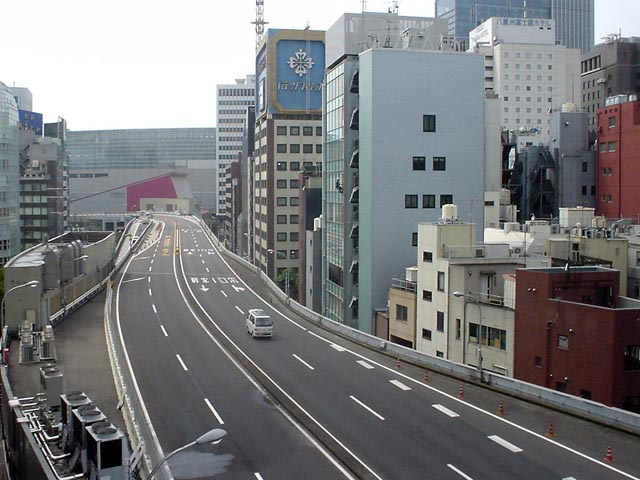
신쿄바시 출구 부근으로부터 니시긴자 입구 방면으로 바라본 모습

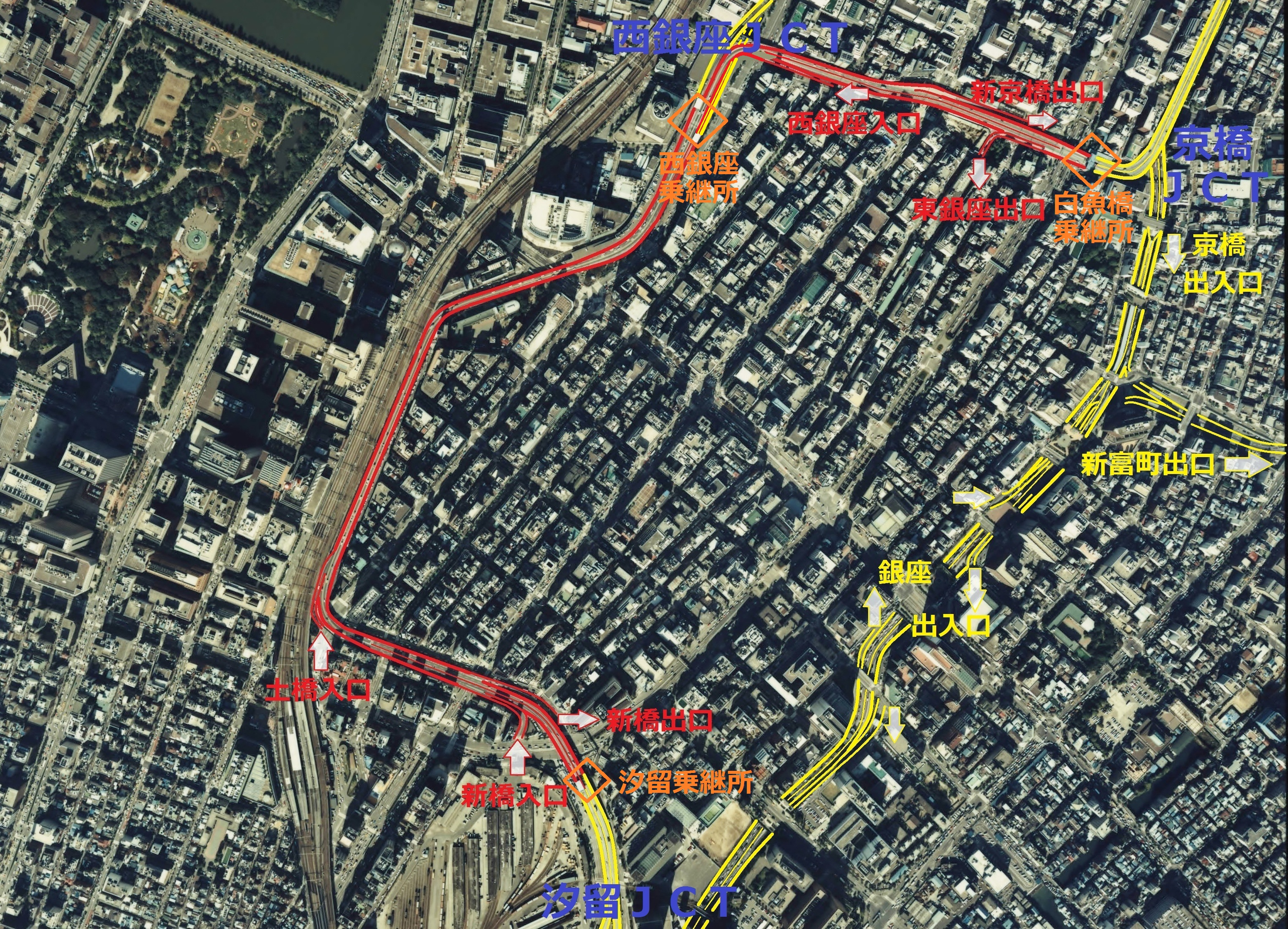
좌측에 있는 빨간 선인 도쿄 고속도로(KK선)를 필두로 하여, 노란색 선으로 보이게 되는 것이 수도고속을 각각 표시하고 있는 사진. (1984년 촬영)

도쿄 고속도로(東京高速道路 토오쿄오고소쿠도로[*], Tokyo Expressway)는 도쿄도 주오구에 위치하고 있는 일반 자동차도이다. 또한, 도쿄 고속도로 주식회사(東京高速道路株式会社)는 해당 일반 자동차도의 운영과 함께 도로 아래의 부동산 임대 사업으로 구성되는 업체이다. 그래서 해당 일반 자동차도에 대한 내용을 보면 외부에서는 도쿄고속도로 주식회사선, 회사선, KK선 등의 호칭이 있다. 다만, 표지 등의 안내상으로 볼 때 자동차도와 관련된 넘버링으로는 "D8"이라는 번호가 붙다.

## 개요
수도고속도로와 직접 연결되며 긴자 거리의 외곽 주위를 둘러쌓인 구조로 병주하며, 총 연장이 약 2km에 이르는 일반 자동차도이다. 수도고속도로 도심 환상선의 시오도메 분기점과 교바시 분기점 사이를 서로 우회하고 있는 경로가 형성됨에 따라 중도에 니시킨자 분기점에서 수도고속도로 야에스선과 직접 만난다. 그 중에서 대다수가 쇼와 거리와 인접해 있는 호라이바시 - 신쿄바시 사이의 구간에 한하여 도쿄 고속도로의 관리 구간이며, 시오도메 분기점에서 시오도메 환승 정류장을 거쳐 쇼와 거리에 걸쳐 있는 교량까지는 수도고속도로 야에스 선의 일부를, 교바시 분기점에서 시라우오바시 환승 정류소를 거쳐 쇼와 거리에 걸친 교량까지는 수도고속도로 도심 환상선의 일부(수도고속도로 8호선)를 이룬다.

### 노선 정보
후술한 바와 같이 공식적인 주소는 확정되지 않는 상태이지만, 일본 유료도로 협회 관련 웹사이트에서는 아래와 같이 기종점의 주소가 따로 표기되어 있다.
- 기점 : 도쿄도 주오구 긴자8초메 (호라이바시)
- 종점 : 도쿄도 주오구 긴자1초메 (신쿄바시)
- 총 연장 : 2.0 km

이 도로는 고속도로라는 이름이 붙어 있어, 지정 최고 속도는 전 구간에 걸쳐 시속 40km/h로 대한민국의 시내 일반 도로의 최고 속도와 거의 같다.

### 폐지 계획에 대해
2020년 (레이와 2년) 1월 1일, 도쿄 신문에 따르면 2030년 이후로 예정되어 있던 수도고속도로 도심 환상선의 니혼바시 부근의 지하 터널 개통과 동일한 시기에 해당 노선을 폐지할 예정에 있으며, 이를 대체해야 하는 도로인 니시킨자에서 교바시 사이에 걸쳐 있는 구간의 지하에 터널을 새로이 굴착할 예정에 있다. 이는 해당 노선이 좁은 도로폭과 급커브가 있어, 대형 차량이 통행할 수 없는 상태를 감안, 해당 노선을 개량시켜서 활용을 모색하는 방안도 검토되었으나, 고가 세입자에 미치는 영향이 상대적으로 높기 때문에 채택하지 않는 것이 일반적이다. 해당 도로가 폐선 처리된 뒤의 구축물은 뉴욕(하이 라인), 파리(프롬나드 플랑테), 서울(서울역고가도로) 등의 사례를 본떠서 광장, 산책로 등을 만들어야 할 계획이 있다는 의견을 제시하고 있다.

## 역사
1951년 (쇼와 26년), 재계인 23명이 전후의 긴자를 부흥과 함께 포화한 상태에 이르고 있는 자동차 교통량 완화를 목적으로 도쿄 고속도로(주)를 설립. 긴자를 중심으로 둘러쌓인 소토보리, 시오도메강, 교바시강 등을 매립하여 고가 자동차 전용도로를 건설하고, 해당 건설비와 운영비를 빌딩의 임대 수익으로 회수할 수 있는 현대의 PFI에도 통하는 획기적인 운영 시스템이 도입되었다. 다만, 부분적인 개통은 1959년이며, 수도고속도로보다도 더 오래된 역사를 자랑받고 있다. 그리고 전 구간이 개통되는 시점은 1966년이다.

### 연표
- 1951년 (쇼와 26년) 12월 13일 : 회사 설립
- 1959년 (쇼와 34년) 6월 : 도바시 - 시로베바시 사이의 구간에 한하여 일방 통행 개시[13]
- 1963년 (쇼와 38년) 12월 : 호라이바시 - 곤야바시 사이의 구간에 대해 상호 통행 개시[13]
- 1964년 (쇼와 39년) 8월 2일 : 수도고속 야에스 선 시오도메 JCT - 신쿄 사이의 구간에 대해 공용 개시, 이에 덧붙여 호라이바시에서 수도고속 하네다 방면 역시 연락 공용 개시[14]. 호라이교에서 수도고속 하네다 방향과의 연락 공용이 개시됨.[13]
- 1973년 (쇼와 48년) 2월 15일 : 수도고속 야에스 선 니시킨자 JCT - 간다바시 JCT 구간에 대해 공용 개시. 니시킨자 JCT와 환승 정류소 동시 설치.[15][13]
- 2020년 (레이와 2년) 11월 : 간다바시 - 에도바시 사이 구간에 대해 지하화 사업 개시

## 접촉하고 있는 도로
- 수도고속도로 도심 환상선 (C1)
- 수도고속도로 야에스선(일본어판, 중국어판) (Y)

## 통행 규제
도로교통법에 의해 일부 차량에 대해 통행 규제에 따라 통행할 수 없는 차량은 다음과 같으며, 보행자도 물론 통행이 금지된다.
- 경자동차
- 미니카
- 원동기장치자전거
- 모터사이클의 2명 승차 상태 (사이드카[16] 등 측차 부분은 제외), 소형 2륜자동차, 자동 2륜차 (특정된 2륜차도 포함됨)
- 버스 (마이크로버스도 포함), 1넘버 트럭 등

## 같이 보기
- 이시카와 히데아키(일본어판)/히데시마 간(일본어판)
- 센바 센터 빌딩(일본어판)
- 서울로 7017
- 서울역고가도로